# مناماتی ایلوتو
مناماتی ایلوتو (به لاتین: Menamaty Iloto) یک منطقهٔ مسکونی در ماداگاسکار است که در ناحیه ایووهیبه واقع شده‌است.
 مناماتی ایلوتو  ۵٬۰۰۰ نفر جمعیت دارد و ۳۷۶ متر بالاتر از سطح دریا واقع شده‌است.